# Jüdische Anlernwerkstatt Frankfurt
Die Jüdische Anlernwerkstatt Frankfurt existierte unter wechselnden Bedingungen von 1933 bis zu ihrer Auflösung im Jahr 1942. Vor dem Hintergrund der Verdrängung jüdischer Schüler aus dem beruflichen Ausbildungswesen und der generellen Verdrängung der Juden aus der Berufswelt war sie eine jüdische Selbsthilfeeinrichtung zur Berufsumschichtung und zur beruflichen Grundausbildung. Die Ausbildung der Lernwerkstatt war immer auch auf eine Emigration hin ausgerichtet, das heißt der Vorbereitung und Tauglichmachung auf ein Leben außerhalb Deutschlands, bevorzugt in Palästina. Vergleichbare Einrichtungen wie in Frankfurt gab es unter anderem in Hamburg, Berlin, Ludwigshafen, Stuttgart:S. 24 und München. Nach Rudolf Stahl gab es bis 1937 „in Deutschland sechzehn solcher Lehrwerkstätten, sechs davon in Berlin und die übrigen in anderen größeren Städten. In jeder Lehrwerkstatt befanden sich zwischen einhundert und zweihundert junge Menschen in Ausbildung.“
Obwohl bereits im ersten Ausbildungsjahr der Einrichtung 22 Mädchen in Hauswirtschaft ausgebildet wurden (siehe Rosy Epsteins Artikel Tatsachen zur Berufsumschichtung), war die Anlernwerkstatt vorrangig eine Ausbildungsstätte für die männliche Jugend. Die gärtnerische und landwirtschaftliche Ausbildung war die einzige, in der Jungen und Mädchen gemeinsam berufliche Kenntnisse erwerben konnten. Ansonsten galt eine strikte Trennung: für Jungen eine handwerkliche Ausbildung, für Mädchen eine hauswirtschaftliche oder eine als Schneiderin und Näherin und allenfalls die gärtnerische und landwirtschaftliche Ausbildung. Dafür sprachen keine praktischen Gründe, sondern nahezu ausschließlich Vorstellungen über die unterschiedlichen Rollen von Mann und Frau in Beruf und Familie. Diese manifestierten sich bereits in der 1897 gegründeten Jüdische Haushaltungsschule Frankfurt, die auch nach 1933 noch am Ideal einer für Frauen obligatorischen hauswirtschaftlichen Ausbildung festhielt.

## Vorgeschichte
Anlernwerkstätten waren als pädagogische und vor allem auch berufspädagogische Einrichtungen schon bekannt, bevor sie sich als Ausbildungsstätten in einem jüdischen Kontext etablierten.

„Die Anlernwerkstätten, haben die Aufgabe, berufsunreife, schulentlassene Jugendlichen, die zwar nach Ortssatzung für die Berufsschulen in Frankfurt berufsschulpflichtig sind, jedoch infolge ihrer schwachen Begabung einem Berufe noch nicht zugeführt und deswegen in den normalen Berufsschulklassen nicht beschult werden können durch eine besondere Ausbildung so zu fördern, dass ihnen der Eintritt in eine geeignete Lehre oder Arbeitsstelle möglich ist.
Während das Berufsschulamt die unterrichtlichen Aufgaben der Anlernwerkstätten durchzuführen hat, nimmt das Fürsorgeamt die fürsorgerischen Interessen wahr, da es sich bei den Schülern der Anlernwerkstätten um solche Jugendlichen handelt, die bereits vor ihrer Schulentlassene fürsorgerisch betreut werden mussten und auch weiterhin einer fürsorgerischen Betreuung bedürfen.“

Die Stellungnahme des Magistrats befasste sich überwiegend mit den Erfahrungen aus den Anlernwerkstätten für Jungen, da „die Zeit des Bestehens der Anlernwerkstätte für Mädchen [..] noch zu kurz [ist], um hier ein auf ausreichende Erfahrungen gestütztes Urteil abgeben zu können“. Heute werden derartige Einrichtungen als Berufsbildungswerke bezeichnet.
Eine dieser Frankfurter Anlernwerkstätten befand sich in der Berufsschule VI für Hilfs- und Verkehrsgewerbe in der Oppenheimer Landstraße 15 im Stadtteil Frankfurt-Sachsenhausen (heute Sitz der Textorschule). An ihr unterrichtete seit Ostern 1926 Bernhard Beling (* 17. September 1894 in Frankfurt; † 8. Januar 1983), ein Gewerbelehrer mit abgeschlossener Schlosserausbildung und vorangegangenen Lehrtätigkeiten am Landesaufnahmeheim Steinmühle und in der Odenwaldschule.:Personalbogen vom 8. Dezember 1926 Beling war in der Frankfurter Berufsschule VI bis zum 18. Dezember 1931 beschäftigt und bekam in einem Zeugnis vom 27. Dezember 1932 (!) bescheinigt, dass er „mit besonderer Vorliebe in den Klassen der arbeitsschwachen Jugendlichen, bei ehemaligen Hilfsschülern und in der Arbeitsanlernwerkstätte“ unterrichtet habe. Seine Entlassung sei aufgrund der vom Magistrat angeordneten Sparmaßnahmen notwendig geworden.:Blatt 049 Zum Zeitpunkt der Ausstellung des zuvor erwähnten Zeugnisses erhielt Beling einen Fortbildungszuschuss, der bis Frühjahr 1933 befristet war. Auf die Anfrage des Frankfurter Berufsschulamtes vom 18. März 1933, ob er weiterhin eine staatliche Beihilfe in Anspruch nehmen wolle, überlässt er diesem eine Abschrift seines Schreibens vom 1. April 1933 an das Regierungspräsidium. Darin heißt es unter Bezug auf einen zuvor gestellten Antrag auf „Beihilfe an beschäftigungslose Gewerbelehrer“: „Zu meinem obengenannte Schreiben berichte ich ergänzend, dass meine Beschäftigung beim Landesarbeitsamt am 30. April abläuft, dass ich also vom 1. Mai ab ohne Einnahmen aus lehramtlichen oder anderer Beschäftigung bin.“:Blatt 052
Ob Belings Entlassung eine Folge städtischer Sparmaßnahmen war oder auch politische Gründe hatte, ist nicht eindeutig geklärt. Philipp Lenhard zitierte 2017 in einem Aufsatz die israelische Tageszeitung Ma‛ariv, in der behauptet worden sei, dass Beling „wegen seiner Ansichten 1933 von den Nazis aus dem Unterricht entfernt wurde“. In diese Richtung argumentiert auch das Stadtarchiv von Bad Homburg vor der Höhe. In einer Kurzbiografie im Zusammenhang mit dem Nachlass seiner Tochter Friedel Beling heißt es dort, Beling habe Kurse im Auftrag des Landesarbeitsamtes gegeben und sei später zuständig gewesen „für die Führerausbildung im freiwilligen Arbeitsdienst. 1933 wurde er aus dem Dienst entlassen, da er Versuche der NSDAP, dort Fuß zu fassen, stets erfolgreich verhindert hatte.“

## Die Gründung der Jüdischen Anlernwerkstatt
Julius Bloch (1877–1956), „Mitglied der Israelitischen Kultusgemeinde in Frankfurt am Main, wo er auch Vorsitzender des jüdischen Wohlfahrtsausschusses und Leiter des Regionalbüros des Hilfsvereins der Juden in Deutschland war“ verfasste am 29. Januar 1956 ein Manuskript, in dem er beschrieb, wie es 1933 zur Gründung der Jüdischen Anlernwerkstatt kam. Deren Notwendigkeit stand für die Jüdische Gemeinde nach dem Judenboykott am 1. April 1933 außer Frage.

„Ich war gleichzeitig Vorsitzender des Hilfsvereins der Juden und des Wohlfahrtswesens und mußte der Lage ins Auge sehen. Neben der Förderung der Auswanderung durch den Hilfsverein der Juden mußte die Jugend die Möglichkeit der Erlernung eines Handwerks haben, um sich im Auslande zurechtzufinden und ihre Eltern oder Angehörige eventuell nachkommen zu lassen. Aber auch die ältere Generation, die ja in der Hauptsache Auslands- und sprachunkundig war, mußte die Möglichkeit haben, Sprachkenntnisse zu erwerben.
Innerhalb vier Wochen nach Ausbruch des Boykotts eröffneten wir eine Anlernwerkstätte für technische Berufe in dem Souterain des ehemaligen Königswärter Hospitals. Ein Lehrmeister wurde engagiert.“

Bloch beruft sich ausschließlich auf den durch die politischen Verhältnisse bedingten Handlungsdruck, sagt aber nichts über konzeptionelle Überlegungen für die von ihm angestrebten Ausbildungs- und Fördermaßnahmen. Dagegen verweist Joseph Walk auf einen am 8. April 1933 von Edgar Rosemann, Heinz Guttfeld und Hans Weil vorgelegten Aufruf zur Gründung eines jüdischen Werk- und Erziehungsheimes, der „auf 113 Seiten einen detaillierten fachlichen und theoretischen Lehrplan [..] und die Grundlagen einer erfolgreichen Erzeiungsarbeit“ enthalten habe.:S. 311, Anmerkung 378 Ob dieser Aufruf, für den Walk leider keine Quelle benannte, in den Diskussionen über die Einrichtung der Frankfurter Anlernwerkstatt eine Rolle spielte, ist nicht bekannt.
Die von Bloch erwähnte Eröffnung der Frankfurter Anlernwerkstatt innerhalb von vier Wochen nach dem 1. April 1933 bedeutete, dass die Einrichtung zunächst ohne behördliche Genehmigung ihre Arbeit aufnahm. Aus den Unterlagen der Stadt Frankfurt. geht nämlich hervor, dass der Antrag auf Einrichtung einer Anlernwerkstatt erst am 29. Juni 1933 von dem zur Jüdischen Wohlfahrtspflege gehörenden „Verein Berufsberatung & Arbeitsnachweis für Juden“ beim Berufsschulamt der Stadt gestellt wurde. Das Schulamt hatte in einem Vermerk für den Oberbürgermeister vom 3. August 1933 gegen diese Pläne nichts einzuwenden, da der Antrag bezwecke, „jüdische jugendliche Erwerbslose in den einfachen handwerklichen Arbeiten auszubilden, um sie zum Auswandern zu bringen. Die Zeit der Teilnahme in der Anlernwerkstatt wird auf eine Lehrzeit nicht angerechnet. Dadurch können Besucher der Anlernwerkstätten zur Gesellenprüfung nicht zugelassen werden, sodass sich m. E. Schwierigkeiten nicht ergeben können.“ Die Stadt aber holte zunächst die Meinung der Gauleitung der NSDAP ein, die am 28. August 1933 beschied:

„Wenn die Juden, mit ihrem Geld und unter ihrer Verantwortung, eine Anlernwerkstätten einrichten wollen, so ist meines Erachtens nichts dagegen einzuwenden. Ob eine solchen Privatschule die Gemeinnützigkeit zugesprochen werden kann, ist eine andere Frage. Vom Parteistandpunkt aus wäre diese Frage abzulehnen.“

Der Magistrat informierte darüber am 7. September 1933 das Regierungspräsidium Wiesbaden (RP) als formale Genehmigungsbehörde und zeitgleich auch die Jüdische Wohlfahrtspflege, und vom RP folgte dann am 15. September 1933 die offizielle Genehmigung.

„Diese Genehmigung wird unter der Bedingung erteilt, daß die Zeit der Teilnahme an der Anlernwerkstätten auf eine spätere Lehrzeit nicht [unterstrichen] angerechnet wird. Von dem Besuch der gewerblichen Berufsschule können die berufsschulpflichtigen Jugendlichen nur befreit werden, wenn die hierfür bestehenden Voraussetzungen erfüllt sind und der Unterricht nach einem vorschriftsmäßigen Lehrplan mit mindestens 20 aufeinanderfolgenden Unterrichtsstunden mindestens 24 Wochenstunden umfasst. [..] Gegen die Heranziehung des Gewerbelehrers Beling habe ich keine Bedenken.“

Der Name Beling, der in Blochs Erinnerungen aus dem Jahr 1956 nicht vorkommt und in den übrigen Dokumenten über die Anlernwerkstatt auch nur sehr selten, taucht hier erstmals in einem Dokument auf und ist ein Beleg dafür, dass Bernhard Beling schon früh in die Planungen für die Einrichtung einbezogen war. Seit wann er, der kein Jude war, mit Bloch und den anderen Planern der Anlernwerkstatt in Verbindung stand, ist nicht bekannt, und auch nicht, ob auf ihn die Verwendung des Begriffs Anlernwerkstatt zurückgeht. Dass Belings Name in Blochs Erinnerungen nicht vorkommt – anders als in dem Nazi-Dokument –, ist erstaunlich, denn in einem namentlich nicht gekennzeichneten Artikel in dem Mitteilungsorgan der Association of Jewish Refugees in Great Britain (AJR) erschien im Oktober 1955 ein Bernhard Beling und seiner Tochter Eva (* 12. Januar 1931 in Frankfurt am Main; † 3. Februar 2007 in Bad Homburg) gewidmeter Artikel, in dem es hieß:

“Mr. Julius Bloch, the former chairman of Frankfurt Jewry's Social Welfare Department, told me (a correspondent writes). It was due to Bloch’s initiative that Beling, long known as a friend of Jews, was put in that importaqnt post immediately the Nazis kicked him out of his job, in March, 1933.”

„Julius Bloch, der frühere Vorsitzende der Frankfurter jüdischen Wohlfahrtspflege, teilte mir mit (in einem entsprechenden Schreiben). Es war Blochs Initiative zu verdanken, dass Beling, der seit langem als Freund der Juden bekannt war, sofort nach seinem Rauswurf durch die Nazis im März 1933 auf diesen wichtigen Posten gesetzt wurde.“

Die Jüdische Anlernwerkstatt mit dem Fokus auf Umschichtung und Auswanderungsvorbereitung hatte ihren Sitz zunächst in der Königswarterstraße 26 (Lage), wo sich bis 1914 das Hospital der Israelitischen Gemeinde befand. Nach dessen Verlegung in einen Neubau wurde der Gebäudekomplex von der Stadt übernommen und zeitweise weiter als Krankenhaus genutzt. Im Herbst 1931 zog sich die Stadt daraus zurück und überließ es wieder der Jüdischen Gemeinde, die darin ein Wohlfahrtszentrum etablierte, in dem 1933 auch die Anlernwerkstatt ihre erste Heimstatt fand: in Räumen im Erdgeschoss die Anlernwerkstatt für Schreiner, und im Kellergeschoss die Anlernwerkstatt für Schlosser.
Über die Anfänge der Anlernwerkstätten heißt es bei Eva Beling:

„Man begann den Unterricht im September 1933 mit 40 bis 60 Jugendlichen, hauptsächlich aus kaufmännischen Berufen, die nach zionistischer Terminologie umschichten wollten. Sie lernten das Schreiner- oder Schlosserhandwerk. Die Ausbildung richtete sich im Gegensatz zur späteren Grundlehre nur auf die Erlernung des neuen Berufes aus.
Die Lehrlinge arbeiteten täglich acht Stunden in der Werkstatt und erhielten wöchentlich zusätzlich drei bis vier Stunden theoretischen Fachkundeunterricht.“

Anders als Bloch und Rosy Epstein:pdf-S. 29 (S. 451), die beide den Mai 1933 als Beginn der Arbeit der Anlernwerkstatt angeben, bezieht sich Eva Beling mit dem September 1933 ganz offensichtlich auf deren offizielle und nun auch von Stadt und NSDAP genehmigte Eröffnung.
Im Juli 1934 erschien in Jugend und Gemeinde, einer Beilage zum Frankfurter Istaelitischen Gemeindeblatt, eine erste Zwischenbilanz, in der sich Ausbilder und Auszubildende der Anlernwerkstätten über ihre bisherigen Erfahrungen äußerten. Das Generalthema der Beilage ist Berufsumschichtung, wozu es einleitend heißt: „Zu den Lebensfragen der jüdischen Jugend und des Judentums gehört das umfangreiche Gebiet der Berufsumschichtung. Wir haben die Leiter der jüdischen Berufsumschichtungsstelle in Frankfurt a. M. gebeten, über ihre Ansichten und Erfahrungen zu berichten. Aus jeder der vier Lehrwerkstätten werden diese Berichte durch eine Schilderung des Unterrichtsvorganges ergänzt.“:pdf-S. 29 (S. 451) Die „Leiter der jüdischen Berufsumschichtungsstelle in Frankfurt“, die hier berichten sind:
- Rudolf Stahl[20] beschäftigt sich einleitend mit der Frage „Warum Berufsumschichtung?“, macht das aber auf einer eher abstrakten Ebene. Berufsumschichtung ist für ihn trotz seines Hinweises auf frühere derartige Bestrebungen etwas grundsätzlich Neues. „Wenn man genauer hinsieht, so verbergen sich unter dem Schlagwort zwei Dinge: Was der einzelne Berufsumschichtler, der Kaufmann, Jurist, Arzt u. s. w. unternimmt, ist nicht nur das Wechseln seines Berufs sondern mehr. Man spricht ja auch bezeichnenderweise nicht von einem Berufs – Wechsel, sondern einer Berufs – Umschichtung. Hiermit kommt das zweite Moment sehr deutlich zum Ausdruck, nämlich das soziale. Die Berufsumschichtler kommen von einer gesellschaftlichen Schicht in eine andere, sie wechslen ihren sozialen Stand. Verbunden mit dieser Aenderung ist zugleich ein Wandel in der Bewertung der Einzelberufe. Die Richtung geht von der Kopfarbeit zur Handarbeit, von den vermittelnden Berufen zu denen der Urproduktion, vom geistigen Arbeiter zum Handwerker und Landwirt.“ Diese Abkehr von den geistigen Berufen erfordere eiserne Selbstdisziplin und eine gründliche handwerkliche Ausbildung, denn: „Die Zukunft des deutschen Judentums und des Judentums überhaupt hängt zu einem erheblichen Teil von dem Erfolg der Berufsumschichtung ab“ – und damit von denjenigen, „die das Werk der Umschichtung an sich vollziehen, wie auch von denen, die für den Vollzug der Umschichtung Sorge tragen“.[19]:pdf-S. 29 (S. 451)
- Rosy Epstein[21] verspricht in ihrem Beitrag „Tatsachen zur Berufsumschichtung“, die die Vielschichtigkeit des praktizierten Ausbildungswesens verdeutlichen sollen: „Heute – im Juni 1934 – sind von Frankfurt aus etwa 350 Menschen untergebracht. Von ihnen sind 220 in auswärtigen Ausbildungsstätten und in Einzelstellen, 130 in unseren eigenen Ausbildungsstätten; dort werden ausgebildet: 20 in der Bauschlosserei, 20 in der Bau- und Möbelschreinerei, 40 in der Gärtnerei, 28 in der Bau- und Autoschlosserei und 22 Mädchen in der Hauswirtschaft. Die einzelnen Abteilungen der Anlernwerkstätte werden von Meistern geleitet. Die Mindestausbildungsdauer beträgt für handwerkliche Berufe 1 1/2 Jahre, für Gärtnerei und Landwirtschaft 1 Jahr, für Hauswirtschaft 1 Jahr. Die für die Umschichtung so wichtige Erlernung von Sprachen wird durch Kurse ermöglicht, an denen jeder, der die Mittel nicht selbst aufbringen kann, kostenlos teilnehmen kann.“[19]:pdf-S. 29 (S. 451)
 Epstein unterstreicht die Belastungen, die sich für Akademiker, Kaufleute und Angestellte aus der Umstellung auf manuelle Arbeit ergeben, betont aber zugleich die Gemeinschaftsbildung durch die Zusammenarbeit in den Werkstätten. Motor dieser Gemeinschaftsbildung sei aber auch, „daß der größte Teil der Umschichtenden nach Palästina gehen will. [..] Es wird hier deutlich, wie sehr ein sichtbares Ziel Menschen formen kann.“[19]:pdf-S. 30 (S. 452)
- Bernhard Beling berichtete in seinem Beitrag über „Erfahrungen mit Umschichtlern“, relativierte seine Ausführungen aber zugleich mit dem Hinweis, dass man darüber eigentlich erst nach dem Ende einer Ausbildung oder nach anschließender Berufstätigkeit berichten könne. Er verwies eingangs auch auf die langen Verhandlungen mit dem Regierungspräsidium Wiesbaden, die nötig waren, um die Anlernwerkstatt als Privatschule und den Besuch der Werkstätten als Berufsschul-Ersatz genehmigt zu bekommen – ohne anerkannten Lehrabschluss freilich.[19]:pdf-S. 30 (S. 452)
Belings Bericht fasste die Erfahrungen nach einem Drittel der eineinhalbjährigen Ausbildungszeit zusammen. Er verwies darauf, dass aus der großen Zahl der Bewerbungen nur solche ausgewählt worden seien, bei denen technische Fähigkeiten vermutet wurden. Sie mussten dann noch eine sechswöchige Probezeit absolvieren, was aber nur bei wenigen dazu geführt habe, ihnen von der weiteren Ausbildung abzuraten.[19]:pdf-S. 30 (S. 452)
Die eineinhalbjährige Ausbildung zum Schlosser oder Schreiner sollte den jungen Leuten keine nur flüchtig angeeigneten Kenntnisse vermitteln, sondern sie befähigen, „mit einfachem Werkzeug Brauchbares zu leisten“. Beling wollte auch kein Spezialwissen vermitteln, sondern grundlegende handwerkliche Fähigkeiten, die befähigen, „zuverlässig auch das Einfachste zu erledigen“, um später in Palästina „einmal gute oder mittlere Facharbeiter“ zu werden.[19]:pdf-S. 30 (S. 452)
Abschließend verwies Beling auf die Schwierigkeiten, die „einem geistigen Menschen“ durch die „Umschichtung zum Handwerk“ entstehen. Sie, die einen gut Teil ihrer Interessen einem neuen Beruf opfern müssten, verweist er auf die im Handwerk liegenden Möglichkeiten „zur geistigen Auswirkung, die der Anfänger zunächst nicht erkennen kann. Dem Judentum jedoch muß ein durchgeistigtes Handwerk ein Kulturträger erster Größe werden!“[19]:pdf-S. 31 (S. 453)

Die von Rosy Epstein referierten Zahlen erfordern eine Präzisierung, da die von ihr erwähnten „130 in unseren eigenen Ausbildungsstätten“ mehr Personen umfassen, als zu der Zeit in der eigentlichen Anlernwerkstatt ausgebildet wurden. Dazu zählen lediglich die „20 in der Bauschlosserei [und die] 20 in der Bau- und Möbelschreinerei“. Die „28 in der Bau- und Autoschlosserei“, mindestens aber die Autoschlosser unter ihnen, erhielten ihre Ausbildung in Rüsselsheim, wie aus dem Bericht eines angehenden Autoschlossers hervorgeht.:pdf-S. 32 (S. 454) Über diese Ausbildungsstätte liegen allerdings keine weiteren Hinweise vor.
Für das Schuljahr 1934/35 existiert in den Magistratsakten der Stadt Frankfurt eine 44 Personen umfassende Liste.
| Schüler der Jüdischen Anlernwerkstatt Frankfurt im Schuljahr 1934/35 |                          |            |               |                           |                  |
|                                                                      |                          |            |               |                           |                  |
|                                                                      | Name                     | Geburtstag | Wohnort       | Straße                    | Abgegangen nach  |
| 1                                                                    | Adler, Max               | 21.05.1911 | Frankfurt     | Ulmenstr. 7               | keine Angabe     |
| 2                                                                    | Bacharach, Siegfried     | 06.08.1915 | Frankfurt     | Quinckestr. 24            | Palästina        |
| 3                                                                    | Bindefeld, Menny         | 31.01.1916 | Frankfurt     | Einhorngasse 4            | Palästina        |
| 4                                                                    | Blumenfeld, Alfred       | 02.08.1912 | Marburg       |                           | Südamerika       |
| 5                                                                    | Blumenfeld, Siegfried    | 25.07.1907 | Frankfurt     | Kaiserstr. 58             | keine Angabe     |
| 6                                                                    | Bodenheimer, Julius      | 25.04.1917 | Darmstadt     |                           | Palästina        |
| 7                                                                    | Deutschmann, Walter      | 05.03.1911 | Frankfurt     | Einhorngasse 4            | Palästina        |
| 8                                                                    | Erlanger, Curt           | 11.05.1913 | Frankfurt     | Röderbergweg 64           | Argentinien      |
| 9                                                                    | Eisenberg, Scholem       | 06.08.1917 | Frankfurt     | Schwanenstr. 7            | München          |
| 10                                                                   | Farkas, Moritz           | 11.05.1916 | Frankfurt     | Grünestr. 38              | keine Angabe     |
| 11                                                                   | Findling, David          | 04.04.1904 | Frankfurt     | Mauerweg 34               | keine Angabe     |
| 12                                                                   | Fisch, Manfred           | 28.05.1907 | Frankfurt     | Eschersheimer Landstr. 15 | keine Angabe     |
| 13                                                                   | Fürth, Lothar            | 28.11.1914 | Frankfurt     | Quinckestr. 17            | New York         |
| 14                                                                   | Gottschalk, Ernst        | 10.10.1914 | Frankfurt     | Einhorngasse 4            | Palästina ()     |
| 15                                                                   | Grass, Bertram           | 17.11.1915 | Frankfurt     | Baumweg 37                | keine Angabe     |
| 16                                                                   | Hammelsdorf, Oskar       | 30.09.1914 | Frankfurt     | Sandweg 9                 | Argentinien      |
| 17                                                                   | Jochimek, Nathan         | 11.03.1914 | Frankfurt     | Schwanenstr. 7            | Palästina        |
| 18                                                                   | Katzenstein, Erich       | 16.04.1906 | Frankfurt     | Gartenstr. 102 III.       | Südamerika       |
| 19                                                                   | Kiefer, Adolf            | 03.08.1904 | Frankfurt     | Einhorngasse 4            | Palästina        |
| 20                                                                   | Kiefer, Hans             | 22.02.1914 | Frankfurt     | Einhorngasse 4            | Palästina        |
| 21                                                                   | Krieger, Hermann         | 16.08.1913 | Frankfurt     | Quinckestr. 24            | Palästina        |
| 22                                                                   | Leb, Julius              | 09.09.1915 | Frankfurt     | Einhorngasse 4            | Palästina        |
| 23                                                                   | Lesem, Julius            | 18.08.1910 | Frankfurt     | Sandweg 34                | Südamerika ()    |
| 24                                                                   | Mandelbaum, Eli          | 28.01.1915 | Frankfurt     | Wöhlerstr. 13             | keine Angabe     |
| 25                                                                   | Mayer, Adolf             | 16.03.1911 | Frankfurt     | Quinckestr. 24            | Palästina ()     |
| 26                                                                   | Meyer, Ludwig            | 29.11.1913 | Frankfurt     | Quinckestr. 2             | Gelsenkirchen () |
| 27                                                                   | Oppenheim, Walter        | 05.01.1915 | Frankfurt     | Quinckestr. 24            | Palästina        |
| 28                                                                   | Preiss, Isaak            | 11.08.1917 | Frankfurt     | Quinckestr. 24            | Palästina ()     |
| 29                                                                   | Rosenbaum, Max           | 14.12.1907 | Frankfurt     | Röderbergweg 63           | keine Angabe     |
| 30                                                                   | Rosenwald, Paul          | 17.06.1910 | Frankfurt     | Einhorngasse 4            | Palästina        |
| 31                                                                   | Rothschild, Helmuth      | 18.01.1917 | Egelsbach     |                           | USA              |
| 32                                                                   | Sachs, Ludwig            | 01.05.1912 | Frankfurt     | Günthersburgallee 78      | gestorben        |
| 33                                                                   | Seiferheld, Bernhard     | 21.01.1917 | Langenselbold |                           | keine Angabe     |
| 34                                                                   | Speiser, Moses           | 22.06.1899 | Frankfurt     | Fichtestr. 10             | Palästina        |
| 35                                                                   | Schapiro, Bernhard       | 11.08.1918 | Frankfurt     | Wöhlerstr. 13             | Palästina        |
| 36                                                                   | Schwarzschild, Dr. Erich | 12.01.1909 | Offenbach     |                           | USA              |
| 37                                                                   | Schwarzschild, Werner    | 17.11.1911 | Frankfurt     | Einhorngasse 4            | Palästina        |
| 38                                                                   | Sturm, Simon             | 03.06.1906 | Frankfurt     | Friedberger Landstr. 61   | Palästina        |
| 39                                                                   | Strauss, Jakob           | 27.09.1916 | Frankfurt     | Eschersheimer Landstr.    | Palästina        |
| 40                                                                   | Tempelhof, Jakob         | 10.08.1911 | Marburg       |                           | Palästina        |
| 41                                                                   | Wartensleben, Ludwig     | 11.07.1917 | Darmstadt     |                           | USA              |
| 42                                                                   | Weinberg, Otto           | 23.10.1913 | Frankfurt     | Heiligkreuzgasse 9        | keine Angabe     |
| 43                                                                   | Wolf, Kurt               | 06.06.1918 | Marburg       |                           | Marburg          |
| 44                                                                   | Wolf, Leopold            | 09.05.1909 | Frankfurt     | Uhlandstr. 57             | keine Angabe     |

Die Liste gibt einige Aufschlüsse über die Auszubildenden der Anlernwerkstatt aus der noch relativ frühen Phase ihrer Existenz.
- Das Alter der Absolventen lag zwischen 17 und 36 Jahren. Mehr als die Hälfte war 21 Jahre alt oder älter, drei älter als dreißig. Ein Absolvent war promoviert.
- Die Angaben zum Wohnort legen nahe, dass die Absolventen überwiegend aus Frankfurt kamen (35 Personen). Das trifft aber nur bedingt zu, denn die Adressen Quinckestraße 24 und Einhorngasse 4 verweisen auf Wohnheime oder wohnheimähnliche Einrichtungen. Bei der Quinckestraße handelt es sich um die von den Nazis 1936 umbenannte Königswarterstraße, und die Hausnummern 24-26 waren die Anschrift der dort ansässigen jüdischen Einrichtungen einschließlich der Anlernwerkstatt und des Hauses der Pioniere (Bet Chaluz).[23][24] Die Einhorngasse 4 wiederum gehörte dem Israelitischen Hilfsverein Ffm e. V.[25] Hier befand sich 1932/33 ein „Durchwandererheim. Adresse: Einhorngasse 4. 50 Plätze. (z. Z. geschlossen)“.[26] Zieht man die 13 an diesen beiden Adressen lebenden Absolventen von den 35 Frankfurtern ab, da Frankfurter Besucher der Anlernwerkstatt eher zu Hause lebten und nicht in einem der beiden Wohnheime, dann bedeutet das, dass zu diesem Zeitpunkt bereits die Hälfte der Absolventen aus dem Umland kamen
- 29 Absolventen der Anlernwerkstatt wanderten aus, davon 20 nach Palästina, 5 nach Südamerika und 4 in die USA. Für 11 Absolventen liegen keine Angabe über einen an die Ausbildung anschließenden Aufenthalt vor, drei gingen in deutsche Städte, einer war verstorben.

## Fischerfeldstraße 13

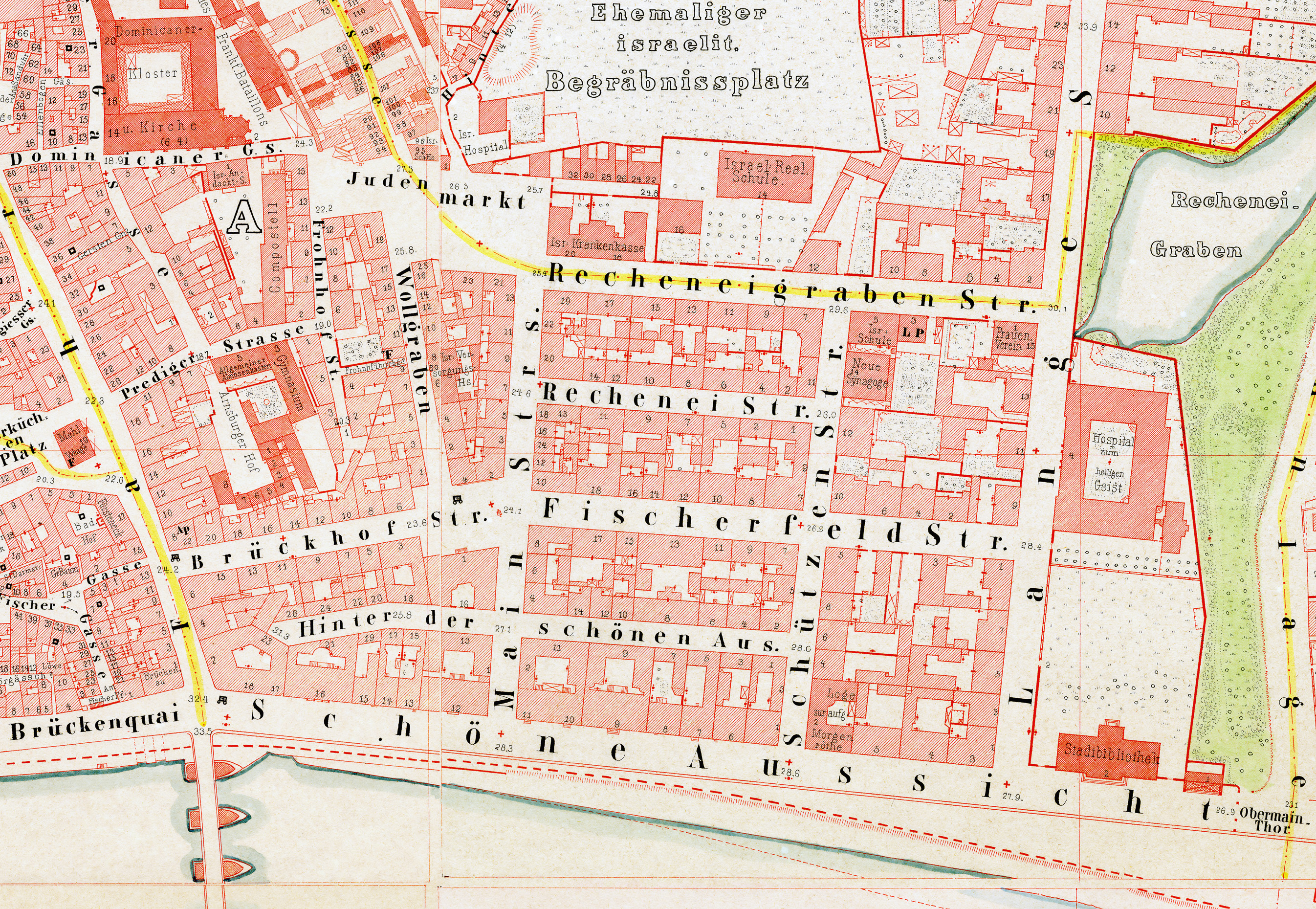
Die Fischerfeldstraße mit Hausnummern im Ravenstein-Plan von 1862

Nach Blochs Darstellung wurden die Räume in der Königswarterstraße bald zu klein. Als einen Grund dafür benennt er:

„Es strömten mit Verschärfung der Lage aus Hessen, Rheinhessen, Oberhessen, Bayern und Württemberg die Leute nach Frankfurt.“

Dieser Trend zu mehr Schülern von außerhalb Frankfurts hatte sich bereits in der zuvor zitierten Liste der Schüler im Schuljahr 1934/35 angedeutet und führte zur Anmietung einer neuen Liegenschaft. Die Wahl fiel auf die stillgelegte Möbelfabrik Schneider & Hanau in der Fischerfeldstraße 13, heute in einem Neubau Sitz der Meixner Schlüter Wendt Architekten. Die Gebäude befanden sich nach Bloch in einem schlechten Zustand und mussten erst gebrauchsfähig gemacht werden. Danach boten sie auf drei Stockwerken Platz für den Schlosserei-, Schweißerei-, Feinmechanik- und Schreinerei-Lehrgang. Ergänzt wurden die Werkstätten durch ein Internat ,„das für die auswärtigen Schüler neben Wohnung und Essen auch religiöse Betreuung und Kurse in jüdischen und allgemeinen Fächern anbot“.
Am 4. Mai 1936 startete in der Fischerfeldstraße die Grundlehre für Jungen, die „170 schulentlassenen Jungen und Mädchen die Berufsausbildung, die ihnen sonst versagt wäre[, ermöglicht]. Sie vermittelt jüdische und allgemeine Bildungswerte und erstrebt so die geistige Formung der jungen jüdischen Menschen.“ Diese konzeptionelle Kurzdarstellung stammt aus dem zeitgleich oder kurz danach erschienenen Prospekt mit dem Titel Die Grundlehre ist eröffnet!. Auf seinen vier Seiten geben Fotos einen Einblick in die den Jungen vorbehaltenen Werkstätten für Metall- und Holzbearbeitung und in die Ausbildungsbereiche für Mädchen (Hauswirtschaft, Schneiderei) Die Gärtnerei stand beiden Geschlechtern offen. Hauptzweck des Prospekts aber war die Gewinnung von Geld- und Sachspenden, um „den Aufbau zu vollenden“. Der Umzug von der Königswarterstraße in die Fischerfeldstraße war nicht nur ein lokaler Wechsel. Mit ihm einher gingen auch eine Neuausrichtung der Ausbildung, die fortan eng mit dem schon erwähnten Begriff Grundlehre verbunden war, einer einjährigen Vorstufe zur stärker berufsbezogenen Ausbildung in der Anlernwerkstatt, die aber weiterhin das Dach der Ausbildungseinrichtungen blieb.

### Die Frankfurter Grundlehre
Der theoretische Begründer der Frankfurter Grundlehre war Hans Epstein (* 11. März 1905 in Frankfurt am Main; † 2. September 1967 in San Martino di Castrozza), der vom Frühjahr 1936 an als Pädagogischer Leiter der Anlernwerkstatt fungierte. Ihm zur Seite standen für die direkte handwerkliche Ausbildung der „Gewerbelehrer Beling“, der „Schlossermeister M. Philipp“ der „Schreiner Steinhauer“, der „Gärtner Holz“ sowie die „Gärtnerin Möller“. Das Team komplettieren die Lehrer und Heimleiter Rosenberg und Heinz Warschauer (1913–1981) und der Lehrer Aronstein.
Die oben angeführte Tabelle über den Ausbildungsjahrgang 1934/35 weist eine breite Altersdifferenzierung aus. Dies war nach Eva Beling ein Grund, das Konzept im Hinblick auf Menschen im Alter über 30 Jahre zu ändern, „weil sich erwiesen hatte, daß eine »Umschichtung« in diesem Alter nur geringen Erfolg versprach. Man beschränkte sich auf Lehrlinge, die zwischen 17 und 30 Jahre alt waren.“:S. 25 Tatsächlich stand aber auf der Ebene der Reichsvertretung der Deutschen Juden spätestens seit 1935 eine noch jüngere Altersklasse im Fokus der Interessen. Der Berliner Rechtsanwalt und Soziologe Georg Lubinski (1902–1974), der sich nach seiner Emigration nach Palästina Giora Lotan nannte, war bis zu seiner Emigration Leiter der Abteilung für Berufsausbildung für Jugendliche und Erwachsene in der Reichsvertretung der Deutschen Juden und beschrieb die Herausforderung für das jüdische Ausbildungswesen so:

„Ohne jedes Aufsehen nach außen vollzieht sich in der jüdischen Jugend Deutschlands eine Umwälzung, die das Gesicht und die Struktur dieser Generatioıı entscheidend ändern. Waren im Leben der jüdischen Jugend bis zum Jahre 1933 Obersekundareife, Abiturium und Abschluß des akademischen Studiums die kennzeichnenden Einschnitte, so sind es jetzt Abschluß der Volksschule, Abschluß der Lehre und Zertifikatsreife. Der junge Mensch befand sich früher in der Zeit von 14 bis zu 20, oft bis zu 25 Jahren, immer im Stadium der Vorbereitung für irgendein Examen. Heute sind die Vorbereitungsjahre auf den Zeitraum zwischen 14–18 Jahren zusammengedrängt.“

Dass dabei vor allem im Hinblick auf eine Auswanderung nach Palästina der beruflichen (Vor-)Bildung eine entscheidende Rolle zukommt, steht auch für Lubinski nicht in Frage. Für ihn stellen sich aber in dem Zusammenhang weitere Probleme:
- Lehr- und Ausbildungsplätze stehen für jüdische Jugendliche außerhalb der noch vorhandenen jüdischen Betriebe kaum und immer weniger zur Verfügung. Gegen den vermeintlichen Ausweg, die Schaffung von Ausbildungsplätzen in Anlernwerkstätten spricht aus Lubinskis Sicht jedoch, dass „die Schaffung und Unterhaltung solcher Werkstätten [..] erhebliche Kosten [verursacht], die die jüdische Gesellschaft wahrscheinlich für eine große Zahl von Jugendlichen nicht wird aufbringen können.“[35]
- Ein weiteres Problem sieht Lubinski in der Zertifikatsreife, die zur Einwanderung nach Palästina berechtgende Arbeiterzertifikate für Arbeiter und Handwerke unter 18 Jahren ausschließt. Wenn aber davon auszugehen ist, „daß der junge Mensch die Schule mit Vollendung des 14. Lebensjahres verläßt und daß die Ausbildung in einer Anlernwerkstatt oder in einem landwirtschaftlichen Betrieb etwa zwei Jahre dauert, so entsteht bis zu seiner Zertifikatsreife, die erst mit der Vollendung des 18. Lebensjahres eintritt, der Zeitraum zwischen dem 16. und dem 18. Lebensjahr“.[35]

Nach Lubinski standen sich in der innerjüdischen Debatte zwei Auffassungen gegenüber, wie mit dieser Situation umzugehen sei. „Die eine Auffassung will — unter dem Eindruck der tiefen Umwälzung, die das deutsche Judentum zur Zeit erlebt — während der Lernjahre einen Teil der eigentlichen Berufsausbildung bereits vorwegnehmen. Die andere Auffassung will das neunte Schuljahr im wesentlichen der geistigen Weiterbildung vorbehalten, neben der die körperliche Entwicklung durch Turnen und Sport gefördert wird, ohne daß eine berufliche Ausbildung bereits beginnen soll.“ Das neunte Schuljahr sollte gemäß der zweiten Auffassung einen Puffer bilden zwischen der den Juden erlaubten achtjährigen Schulzeit und dem Beginn einer beruflichen Ausbildung.
Epstein, der über gute Kontakte zur Abteilung für Berufsausbildung der Reichsvertretung verfügte und ebenfalls die früh vor eine Entscheidung gestellten Jugendlichen im Blick hat, geht in seinem Artikel über die Frankfurter Grundlehre von zwei Prämissen aus:
- Der Schulmüdigkeit der jüdischen Vierzehnjährigen, die noch verstärkt wird durch die Not vieler Elternhäuser und das dadurch bedingte ungenügende Lernumfeld für rein theoretische Arbeit, woraus bei den jüdischen Jugendlichen selber die Forderung nach einer frühzeitigen beruflichen Ausbildung resultiere.
- Die Antwort darauf kann für Epstein – und aus seiner Sicht auch für die meisten Vierzehnjährigen – deshalb nur eine berufliche Ausbildung sein, „die Hand in Hand geht mit einer weiteren charakterlichen und gesitigen Formung“ der Jugendlichen. Für die Frankfurter Grundlehre heißt das:

„Berufliche Ausbildung, geistige und charakterliche Formung sind mithin – ganz allgemein gesagt – die Bildungsziele der Frankfurter Gruncllehre. Erziehung also zu sauberer, durchdachter, durch praktische und theoretische Kenntnisse unterbauter Arbeit, Erziehung zur Pünktlichkeit, Zuverlässigkeit und Ausdauer auch bei gleichförmiger Arbeit, Erziehung zu Menschen, die sich bewußt in die jüdische Gemeinschaft einordnen, und deshalb: Erziehung zu einer durch Wissen gesicherten jüdischen Haltung, Schulung der schöpferischen und aufnehmenden Kräfte der jungen Menschen, Vermittlung des für das spätere Leben notwendigen Wissens.“

Hinsichtlich der von Lubinski skizzierten unterschiedlichen Auffassungen über die richtige Ausbildung der Jugendlichen tendiert Epstein eindeutig zum Primat der Berufsausbildung, bekennt aber auch:

„Für einen Teil der Jungen, für die in der Vorpubertät stehenden, wäre ein neuntes Schuljahr sicherlich recht gut gewesen. Die anderen aber sind durchaus berufsreif, wenn ihnen wåhnend der Berufsausbildung die ihnen fehlenden Kenntnisse vermittelt werden können; denn die ‚Beruísreife‘ hängt ja nicht so wesentlich ab von den ‚Kenntııissen‘, sondern von der Gesamtentwicklung des einzelnen Jugendlichen. Ein Junge, der keine anständige Rechtschreibung und keinerlei Geschichtskenntnisse hat, muß deshalb nicht ‚berufsunreif‘ sein.
Es ist die Aufgabe der Grundlehre, diesen verschiedenartigen Jugendlichen neben ihren beruflichen Kenntnissen eine ihrer Gesamthaltung entsprechende geistige und charakterliche Formung zu gehen, sie in jüdische Gemeinschaft neu einzuordnen.“

Die Frankfurter Grundlehre basierte auf den drei Grundberufen Metallbearbeitung, Holzbearbeitung und Gartenbau, für die im ersten Ausbildungsjahr die Grundlagen geschaffen werden sollten. Im zweiten Ausbildungsjahr folgte dann eine Ausdifferenzierung nach spezifischen auf den Grundberufen aufbauenden Berufsbildern (Anwendungsbereichen). Die handwerkliche Grundausbildung wurde im ersten Ausbildungsjahr viereinhalb Stunden täglich praktiziert und durch eine Stunde Fachkunde ergänzt.:S. 199 Integraler Bestandteil der Grundlehre sollte aber auch die „geistige und charakterliche Formung“ der Auszubildenden sein, um „sie in jüdische Gemeinschaft neu einzuordnen“.:S. 201 Dies stellte eine große Herausforderung dar, da die Auszubildenden eine sehr heterogene Gruppe von Jugendlichen waren, die vor dem Hintergrund sehr unterschiedlicher religiöser, sozialer und ökonomischer Voraussetzungen ihre Ausbildung aufnahmen: ost- und westjüdische Jungen trafen aufeinander, Großstädter auf Kleinstädter, Jugendliche vom Land auf Städter, Jugendliche aus großbürgerlichen Elternhäusern auf Altersgenossen aus ärmlichen Verhältnissen.:S. 200 f Die Grundlehre kann vor diesem Hintergrund auch als Versuch verstanden werden, die von Lubinski skizzierten zwei Auffassungen über den richtigen Ausbildungsweg in einem Modell zusammenzuführen. Ein wesentlicher Baustein zum Gelingen dieses Modells waren laut Epstein die über die rein handwerkliche Ausbildung hinausweisenden „geistigen Fächer“: Gemeinschaftskunde, Judentumskunde, Hebräisch, Deutsch, Englisch, Singen, freie Arbeit, gemeinsame Gymnastik, Vorlesestunden, Sicha und Feiern. Der Gemeinschaftskunde kam dabei eine doppelte Funktion zu. Sie war der Ort, an dem über das zusammen Leben und Arbeiten gesprochen wurde; sie war aber auch der Ort, an dem die Jugendlichen die Einordnung in die jüdische Gemeinschaft erfahren und praktizieren sollten. Sie war jedoch auf überwiegend säkulare Themen ausgerichtet, während das Religiöse der Judentumskunde oblag. Hier wurden die Jugendlichen, „abweichend von allen anderen Fächern“, getrennt nach ihrer Herkunft „aus gesetztestreuen und aus nicht gesetzestreuen Häusern“ unterrichtet, und das auch von entsprechend ausgerichteten Lehrern.:S. 201 f
Abschließend verweist Epstein noch einmal darauf, dass die Grundlehre keine Findungsphase für einen bestimmten Beruf sei, sondern vielmehr die Berufsentscheidung immer schon vor dem Eintritt in die Grundlehre gefallen sein müsse. Ein Wechsel von einem Berufsfeld in ein anderes war nur in Ausnahmefällen erlaubt, und dass dies in den ersten Monaten der Arbeit nach dem neun Modell tatsächlich nur selten passiert sei, scheint ihm „ein gewisser Erfolg unserer Arbeit“ zu sein. Sein insgesamt positives Resümee lautet:

„Wir glauben, daß die Grundlehre für die meisten unserer Jungen die richtige Auabildungsstätte darstellt. Wir glauben, daß psychische Haltung und wirtschaftliche Situation vieler jüdischer Jugendlicher, wie einganıgs gezeigt, eine Synthese von handwerklich-beruflicher Ausbildung und charakterlich-geistiger Fornıung notwendig macht, daß aber – das hat die Frankfurter Grundlehre doch schon erwiesen – eine solche Synthese auch möglich ist.“

Epsteins Ausblick gilt Ostern 1937, zu der der erste Grundlehrgang abgeschlossen sein sollte. Vorgesehen war, dass die Absolventen dann „aus der Grundlehre in die Mittlerenklasse unserer Anlernwerkstatt kommen werden“, wo sie „dann täglich 6–7 Vollstunden handwerklich und etwa 2 Stunden täglich und am Wochenende geistig arbeiten“.:S. 203

## Die Anlernwerkstatt in den Jahren 1937/38
Am 23. Dezember 1936 legte die Jüdische Beratungsstelle für Wirtschaftshilfe ihren Haushaltsplanentwurf für 1937/38 vor.:Scan – Internet Archive In den Vorbemerkungen werden die drei Schwerpunkte „produktiver jüdischer Sozialarbeit“ aufgeführt, durch die „jüdischen Menschen beim Neuaufbau ihres Lebens und bei der Erhaltung ihrer gefährdeten wirtschaftlichen Existenz“ geholfen werden soll. Diese drei Schwerpunkte waren:
- Wirtschaftshilfe zur Erhaltung von Existenzen des jüdischen Mittelstandes
- Berufsumschichtung für diejenigen, die aus ihrem früheren Beruf ausscheiden mussten
- Berufsausbildung „der Schulentlassenen im Alter von 14 – 16 Jahren, die in Frankfurt insbesondere in Form der Grundlehre durchgeführt wird“.[41]:Scan – Internet Archive Laut dem Etatentwurf wurden monatlich 600 Menschen in Ausbildung von der Beratungsstelle betreut. Davon befanden sich 125 Jungen und 50 Mädchn in der Grundlehre sowie 32 Personen (vermutlich ebenfalls Jungen) in der Anlernwerkstatt. Der Rest verteilte sich auf Gärtnerei, Haushaltungsschule, Einzelstellen[42] sowie wenige betriebliche Ausbildungsstellen. Weitere 214 Personen wurden außerhalb Frankfurts betreut.[41]:Scan – Internet Archive Bezogen auf die Anlernwerkstatt heißt das, dass sich hier 157 Personen (125 Jungen plus die 32 der ihr direkt zugeordneten Personen) in der Ausbildung befanden. 50 der 125 Jungen in der Grundlehre kamen aus Frankfurt, 75 von außerhalb. Unter den 50 Frankfurtern befanden sich nur 9 Jugendliche, deren Eltern aus eigener Kraft die Ausbildung bezahlen konnten; die restlichen 41 mussten teilweise (ein geringer Personenkreis) oder komplett aus Mitteln der jüdischen Gemeinde bezuschusst werden. Auch bei den Auswärtigen gab es nur 13 Selbstzahler, aber 62 Bezuschusste.[41]:Scan – Internet Archive

Rückblickend auf den Ausbildungsjahrgang 1935/36, der noch ohne die Grundlehre zu absolvieren war, heißt es im Etatentwurf, dass aus diesem Jahrgang 393 Personen ausgewandert seien. Die Auswanderungsquote unter den in der Schlosserei und der Schreinerei Ausgebildeten habe 80 % betragen, die der ausgebildeten Gärtner 90 %.:Scan – Internet Archive
Am 19. Januar 1937 fand eine Besprechung statt, an der Bernhard Beling, Hans Epstein und Erich Hirsch teilnahmen. Es ging um Fragen, „die für die Neuaufnahme, bezw. Weiterführung der Grundlehre-Klassen wesentlich sind“. Erster Punkt der Besprechung war die Auslese unter den zur Ausbildung drängenden Bewerbern, die im Vorfeld der Ostern 1936 begonnenen Grundlehre nicht befriedigend verlaufen sei. Offenbar gab es bei der Eignung ein großes Stadt-Land-Gefälle, das eine stärkere Auslese unter den vom Land kommenden Jugendlichen erfordert hätte, und Probleme aufgrund der häuslichen Verhältnisse, aus denen einige Jungen gekommen waren oder noch lebten. Deshalb sollten künftig handwerkliche Eignung, geistige Reife und Einordnungsfähigkeit stärker beachtet werden, damit „im Geistigen auf jeden Fall die Debilen ausgeschaltet werden [..], und im Zusammenleben die als asozial sicher Festgestellten ebenfalls ausgegliedert werden“. Für die Prüfung sollten Beling und Epstein verantwortlich sein.:Scan – Internet Archive
Große Schwierigkeiten zeigten sich laut Besprechungsprotokoll auch bei der Betreuung der Jugendlichen in dem der Anlernwerkstatt angegliederten Heim. Es gab dort räumliche Probleme, aber gravierender sei die Überlastung der dortigen Mitarbeiter aufgrund der angestrebten „individuelle[n] und intensitive[n] Führung jedes Einzelnen“. Als Ausweg wurde ein Konzept erachtet, das Bernhard Beling spätestens seit seiner Zeit an der Odenwaldschule vertraut gewesen sein dürfte: die Bildung von Wohngruppen, den „Familien“, deren Oberhaupt ein Erzieher oder ein Erzieher-Ehepaar sein sollte. Man ging davon aus, dass mit dem Beginn des Ausbildungsjahres 1937/38 50 Jungen aus dem ersten Grundlehre-Jahr im Heim bleiben würden und „unter Umständen 60-70 Jungen neu hinzukommen können“.:Scan – Internet Archive
Ein weiterer Gegenstand der Besprechung war die Ausbildung in der Gärtnerei, wobei in dem Zusammenhang nur von Gärtnern die Rede war, obwohl dieser Ausbildungsgang ja auch Mädchen offen stehen sollte (siehe oben). Man ging davon aus, dass aus dem ersten Grundlehre-Jahrgang „15 geeignete Gärtner übrig bleiben, die für ein 2. Jahr der Ausbildung in Frage kommen“. Angedacht wurde dafür eine Gärtnerei und Landwirtschaft kombinierende Ausbildung, doch wurde als Alternative für das zweite Ausbildungsjahr auch die Ausbildung auf dem jüdischen Friedhof ins Auge gefasst. Es klang an, dass das erste Jahr der gärtnerischen Grundlehre ungünstig verlaufen war, was teils ein Leitungsproblem gewesen sei, teils aber auch ein Problem der abgelegenen Lage des Gartengeländes, was eine Zusammenarbeit mit der Fischerfeldstraße erschwert habe.:Scan – Internet Archive
Für die künftige Grundlehre sollte der erheblichen Nachfrage nach einer Ausbildung in Metallbearbeitung Rechnung getragen werden, weshalb 50 Ausbildungsplätze in der Metallverarbeitung und 30 in der Holzbearbeitung zur Verfügung gestellt werden sollten. Begründet wurde dies auch mit der Möglichkeit, innerhalb der Metallbearbeitung eher selbständige Berufsgruppen bilden zu können als in der Holzbearbeitung. Für den bevorstehenden Wechsel aus der Grundlehre in die Mittelstufe zeige sich das unter anderem daran, dass sich aus deren Metallern 30 Bauschlosser, 20 Elektromechaniker und 10 Spengler als Berufsgruppen herauskristallisierten.:Scan – Internet Archive
Ein weiteres Thema der Besprechung war die Lehrplangestaltung in den von Epstein so bezeichneten „geistigen Fächern“ (siehe oben). Im Vordergrund stand eine mögliche Überlastung der Jugendlichen durch eine zu schulische Form der Wissensvermittlung. „Aus der Praxis hat sich ergeben, dass mehr Freizeit den Jugendlichen zur Selbstarbeit zur Verfügung stehen muss und vermieden werden soll, eine zu starke Anlehnung an die Wissensvermittlung, die in Schulen üblich ist.“ Daraus folgten modifizierte Vorschläge für den Unterricht in der Grundlehre und in der Mittelstufe, die verdeutlichen, dass in der Mittelstufe vor allem die Reduzierung der „geistigen Fächer“ zur Entlastung der Auszubildenden beitragen sollte.:Scan – Internet Archive Die handwerkliche Arbeitszeit von sechseinhalb bis sieben Stunden täglich sollte in der Mittelstufe nicht reduziert werden.
|                         | Grundlehre            | Mittelstufe                                                               |
|                         | (Stunden wöchentlich) |                                                                           |
| Fachtheorie/-kunde      | 4                     | 4                                                                         |
| Judentumskunde          | 2                     | 2 Stunden: „Besprechung wesentlicher Fragen, besonders jüdischen Inhalts“ |
| Gemeinschaftskunde      | 2                     | 2 Stunden: „Besprechung wesentlicher Fragen, besonders jüdischen Inhalts“ |
| Deutsch                 | 2                     |                                                                           |
| Hebräisch oder Englisch | 3                     | 2                                                                         |
|                         |                       |                                                                           |
| Total                   | 13                    | 8                                                                         |

Am 15. März 1937 fand in Berlin eine „Tagung über Grund- und Vorlehre und neuntes Schuljahr“ statt.:Scan – Internet Archive Teilnehmer aus Frankfurter waren Bernhard Beling und Hans Epstein sowie der Sozial- und Berufspädagoge Ernst Kantorowicz. Auf dieser von der Reichsvertretung (Abteilung für Berufsausbildung für Jugendliche und Erwachsene) ausgerichteten Veranstaltung zeigte sich, dass der Dissens zwischen den Befürwortern eines neunten Schuljahres und den Befürwortern der Grundlehre keineswegs überwunden war und das Frankfurter Modell vielfach abgelehnt wurde. Die Ablehnung basierte aber nicht überwiegend auf pädagogischen Begründungen, sondern zu meist auf finanziellen Aspekten, die unter anderem in dem Vorwurf gipfelten, dass die Frankfurter Grundlehre viel zu teuer sei. Die Vertreter der Reichsvertretung plädierten in einer nicht zur Abstimmung gestellten Resolution für ein neuntes Schuljahr (für dessen Kosten überwiegend die Eltern aufzukommen hätten) mit anschließender Ausbildung in Einzelstellen. Eigene Lehrwerkstätten sollten eher Ausnahmen bleiben.:Scan – Internet Archive Dieses Modell basierte auf der Annahme, dass für die jüdischen Jugendlichen insgesamt eine Zeitspanne von vier Jahren zu überbrücken sei – vom vollendeten 14. Lebensjahr bis zum vollendeten 18. Lebensjahr, da erst dann eine Einwanderung nach Palästina möglich werde.
Beling und Epstein, die sich in ihrem Bericht sehr unzufrieden mit dem Verlauf der Berliner Tagung zeigten, fragten sich im Anschluss daran, ob diese Festlegung auf eine vierjährige Ausbildungszeit nicht zu sehr auf die Einzelauswanderung nach Palästina fixiert sei. Es gäbe ja schließlich für viele Jugendliche die Möglichkeit, mit ihren Eltern schon vor der Vollendung des 18. Lebensjahres auszuwandern – nach Palästina oder in ein anderes Land. Und auch eine Einzelauswanderung vor Vollendung des 18. Lebensjahres sei in ausserpalästinensische Länder möglich. All diesen Jugendlichen sei doch durch eine frühzeitig einsetzende handwerkliche Qualifizierung besser gedient als durch ein neuntes Schuljahr.:Scan – Internet Archive Beling und Epstein bezweifeln auch, ob für die Mehrzahl der Jugendlichen tatsächliche eine vierjährige Überbrückungsperiode notwendig sei. Gestützt auf ihre Frankfurter Erfahrungen – etwa 15 bis 18 Jugendliche der Frankfurter Grundlehre seien schon im ersten Ausbildungsjahr ausgewandert – gehen sie davon aus, dass das Frankfurter Modell durchweg vier Jahre Ausbildung und Betreuung vorhalten müsse. Das treffe wahrscheinlich nur auf eine Minderheit zu, wodurch das Kostenargument an Bedeutung verliere. Stattdessen würden die Ausgewanderten „gerade durch den Anschluss der Grundlehre an den 8jährigen Volksschulbesuch ganz wesentlich in der ihnen gemässen Weise gefördert“.:Scan – Internet Archive
Im Gegensatz zu der zuvor erwähnten Märztagung in Berlin findet in den die Frankfurter Anlernwerkstatt betreffenden Unterlagen eine weitere, die am 25. August 1937 ebenfalls in Berlin stattfand, keine Erwähnung, obwohl davon auszugehen ist, dass sie auch für die Arbeit in Frankfurt von Bedeutung war. Eingeladen hatte wiederum die Abteilung Berufsausbildung der Reichsvertretung, und eingeladen waren die Leiter der Lehrwerkstätten. Es ging um die Übernahme von einheitlichen Lehrplänen für alle jüdischen Lehrwerkstätten, die an die des Deutschen Ausschusses für Technisches Schulwesen angelehnt waren. Nach Joseph Walk waren diese Lehrpläne bislang wohl nur in Berlin angewandt worden und sollten nun nach der auf der Tagung erzielten Übereinkunft für „eine einheitliche Regelung der gesamten jüdischen »Erstausbildung« im Rahmen der Lehrwerkstätten“ sorgen.:S. 157

### Blick in den Abgrund
Während in den Vorbemerkungen der Beratungsstelle für Wirtschaftshilfe zum Etatentwurf 1937/38 „produktive jüdischer Sozialarbeit“ (siehe oben) noch als Aufgabe definiert wurde, durch die „jüdischen Menschen beim Neuaufbau ihres Lebens und bei der Erhaltung ihrer gefährdeten wirtschaftlichen Existenz“ geholfen werden sollte, spricht der am 3. Februar 1938 vorgelegte Etatplan für das Jahr 1938/39 nicht mehr von Neuaufbau, sondern von Liquidation als Kernaufgabe „produktiver jüdischer Sozialarbeit“.

„Inzwischen ist uns jedoch in immer wachsendem Masse zum Bewusstsein gekommen, dass diese produktive Sozialarbeit eine wesentliche Aufgabe für die Liquidation des deutschen Judentums ist. Es steht fest, dass keine andere Möglichkeit bleibt, all den Menschen. die wanderungsfähig sind, eine gut vorbereitete Auswanderungsmöglichkeit zu schaffen. Es gilt deshalb eine gründliche Berufsausbildung und Berufsumschichtung als Vorbereitung für die Auswanderung durchzuführen.“

Bei der Bewältigung dieser Aufgabe ging es nicht nur um die Interessen derer, die auf eine Auswanderung vorbereitet werden müssen, sondern auch um die Interessen der Angehörigen, die „zunächst in Deutschland zurückbleiben müssen“.

„Auch für sie gibt es dann nur eine Hilfe auf weite Sicht, wenn die Jüngeren, die auswandern, auf Grund ihrer Fähigkeiten und Kenntnisse eine Existenz finden, die es ermöglicht, entweder die alten Eltern oder Verwandten nachkommen zu lassen oder sie zum mindesten wirtschaftlich zu unterstützen.“

Verwiesen wird darauf, dass in den letzten Jahren zu Handwerkern, Landwirten und Gärtnern umgeschichtete oder ausgebildete jungen Menschen in der Lage waren, in steigendem Maße ihre Angehörigen nachkommen zu lassen. Um diese „planvolle und reibungslose Liquidation“ fortsetzen zu können, sei es erforderlich, „dass die grossen Opfer, die bisher die jüdische Gemeinschaft auf sich nahm, auch künftig gebracht werden“.:Scan – Internet Archive
In der sich an die Vorbemerkung anschließenden Übersicht werden Berufsumschichtung, Berufsausbildung und Anlernwerkstatt als Einheit behandelt. Die Ausbildung zu Beginn des Jahres 1938 erstreckte sich auf Metallbearbeitung, Holzbearbeitung, Landwirtschaft, Gärtnerei, Hauswirtschaft, Schneiderei, Kindergarten, Krankenpflege, Frisieren etc. und wurde von 680 Menschen wahrgenommen. Diese verteilen sich auf:
| Ausbildungsstellen in Frankfurt            |                                                     |     |
|                                            | in der Anlernwerkstatt einschließlich der Gärtnerei | 278 |
|                                            | im Bathe Chaluz                                     | 96  |
|                                            | in der jüdischen Haushaltungsschule                 | 32  |
|                                            | in Einzelstellen                                    | 54  |
|                                            | in Betrieben                                        | 7   |
|                                            | Frankfurt total                                     | 467 |
|                                            |                                                     |     |
| Ausbildungsstellen außerhalb von Frankfurt |                                                     |     |
|                                            | in Deutschland                                      | 176 |
|                                            | im Ausland (Incl. Jugendalijah)                     | 37  |
|                                            | außerhalb total                                     | 213 |
|                                            |                                                     |     |
|                                            | Gesamtzahl der Auszubildenden                       | 680 |

Berichtet wurde außerdem, dass im Etatjahr 1936/37 283 ausgebildete Personen ausgewandert seien. In der Schlosserei und Schreinerei gab es eine Auswanderungsquote von ca. 80 %, bei den Gärtnern von ca. 90 %.:Scan – Internet Archive
Über die zunehmend bedrohlicher werdende Situation für die in Ausbildung stehenden Jugendlichen der Anlernwerkstatt gibt es kaum Hinweise. Ein Einschnitt dürfter es aber gewesen sein, dass Heinz und Rosy Epstein im Juni 1938 in die USA emigrierten. Das Israelitische Familienblatt würdigte die beiden in einem kurzen Artikel und hob insbesondere die Arbeit von Rosy Epstein hervor, die sich 1933 der jüdischen Gemeinde zur Verfügung gestellt habe. „Der Aufbau der 'Jüdischen Beratungsstelle für Wirtschaftshilfe' ist mit ihr Werk und bis zuletzt hat sie die Arbeit dieser Institution maßgeblich beeinflußt.“ Einen Monat später findet sich im gleichen Blatt eine Würdigung der umfassenden Arbeit der Beratungsstelle für Wirtschaftshilfe, und in dem Zusammenhang auch ein kurzer Blick auf die Arbeit der Anlernwerkstatt. Er machte deutlich, wie eng Stolz auf die Entwicklung der Einrichtung und Furcht vor dem Kollaps beieinander lagen.

„Die Anlernwerkstatt der ‚Jüdischen Beratungsstelle für Wirtschaftshilfe‘, übrigens die größte Anstalt dieser Art in Deutschland, führt zum ersten Male ihr drittes Lehrjahr durch. Die Umstellung und die starke Einschränkung der Gemeindefinanzen schmälern die Existenzgrundlage der Anstalt. Die öffentlichen jüdischen Mittel stehen nicht mehr in ausreichendem Maße zur Verfügung, so daß die ‚Beratungsstelle‘ gezwungen ist, sich mit einem Appell an die Opferwilligkeit der Gemeindemitglieder zu wenden. In einem geschickt zıısammengestellten Werbeprospekt wird mit Fotomontagen ein Einblick in die Erziehungsarbeit der Anlernwerkstatt gegeben.“

Knapp zwei Monate später ebneten die Novemberpogrome 1938 – in einem anderen Wortsinn, als im Etatplan 1938/39 gemeint – der „Liquidation des deutschen Judentums“ den Weg. Die konkreten Auswirkungen auf die Anlernwerkstatt sind nicht dokumentiert. In einem Schreiben des städtischen Schulamtes vom 25. November 1938 an den Regierungspräsidenten in Wiesbaden ist lediglich davon die Rede, dass „die städtischen Berufsschulen seit Sommer d. J. von Juden frei“ und die mit der beruflichen Bildung der jüdische Jugendlichen befassten Einrichtungen – die Samson-Raphael-Hirsch-Schule, die Jüdische Haushaltungsschule und die Anlernwerkstatt – zur Zeit geschlossen seien.:S. 116 f Wie lange die Schließung andauerte, ist nicht bekannt, doch wurden die Gebäude der Anlernwerkstatt – anders als die in unmittelbarer Nachbarschaft gelegene Hauptsynagoge und die Börneplatzsynagoge – nicht zerstört. In einem Schreiben des städtischen Schulamtes vom 24. April 1939 an den Oberbürgermeister hieß es dann:

„Die Anlernwerkstätte war im November vor.Js. vorübergehend geschlossen. Sie ist jedoch erneut wieder in Betrieb genommen und der Jüdischen Wohlfahrtspflege, die von Herrn Schwarz kommissarisch geleitet wird, verwaltungsmässig unterstellt. Techn. Leiter ist Gewerbelehrer Beling. Ferner wird eine Anzahl Werkmeister beschäftigt.
Außerdem haben wir einer Anzahl jüdischer Personen den Erlaubnisschein zur Erteilung von Unterricht an Juden in Kochen, Schneidern, Nähen, Putz und dergl. ausgestellt, die Juden zum Zwecke des Auswanderns vorbereiten.
Dadurch wird in Frankfurt a,M. den ministeriellen Richtlinien, dass die Auswanderung von Juden zu fördern ist, Rechnung getragen.“

Von dem seit 1936 zum Team der Anlernwerkstatt gehörenden Heinz Warschauer ist bekannt, dass er nach dem Novemberpogrom im KZ Buchenwald interniert war. Er kehrte noch einmal zurück, bevor er 1939 nach England emigrierte. Zu Bernhard Beling heißt es auf der Webseite des Stadtarchivs von Bad Homburg er sei bis 1942 „Direktor der jüdischen Anlernwerkstatt in Frankfurt“ gewesen. Auf einer Gedenktafel in Bad Homburg steht dagegen, er sei bis 1939 Leiter der jüdischen Anlernwerkstatt gewesen, was auch mit dem zuvor zitierten Schreiben des städtischen Schulantes übereinstimmt. Offiziell beendet wurde sein Arbeitsverhältnis durch die Jüdische Gemeinde Frankfurt allerdings erst am 28. Juli 1942. Die Kündigung erfolgte auf Druck des Reichsinnenministeriums, das jüdischen Einrichtungen die Beschäftigung arischer Angestellter und Arbeiter verbot. Die Gemeinde glaubte zunächst, diesem Verbot nicht nachkommen zu müssen, weil sie davon ausging, dass das Arbeitsverhältnis mit Beling für die Dauer von dessen Einberufung zum Heeresdienst ohnehin ruhe. Da diese Rechtsauffassung aber unzutreffend war, führte an der Kündigung kein Weg mehr vorbei. Belings Rückkehr an seine alte Wirkungsstätte wäre ohnehin nicht mehr möglich gewesen.

„Eine Wiederaufnahme Ihrer früheren Tätigkeit kann leider auch schon deshalb nicht mehr in Frage kommen, weil die Anlernwerkstatt inzwischen aufgelöst ist [..]
Wir möchten nicht verfehlen, Ihnen bei dieser Gelegenheit unseren herzlichsten Dank für Ihre hervorragenden Leistungen im Dienste unserer Anlernwerkstatt auszusprechen.
Der Aufbau der Anlernwerkstatt ist Ihr Werk. Vor allem Ihren organisatorischen Fähigkeiten ist es zu verdanken, dass die Anlernwerkstatt sich in der Kriegszeit nicht nur gehalten, sondern unter schwierigsten Umständen auf das beste bewährt hat.“

Die Angaben über Belings faktisches Ausscheiden aus der Anlernwerkstatt im Jahr 1939 werden gestützt durch den eingangs schon zitierten Beitrag in der AJR INFORMATION. Dort heißt es über ihn:

“He held the post until he was called up at outbreak of war; even then, being stationed in near-by Höchst, he continued to give such advice as was possible.”

„Er behielt den Posten bis zu seiner Einberufung bei Kriegsausbruch; selbst dann, als er im nahe gelegenen Höchst stationiert war, gab er weiterhin Ratschläge, soweit dies möglich war.“

## Zwischen Emigration und Deportation
Was nach dem Novemberpogrom und der endgültigen Schließung der Anlernwerkstatt im Juni 1941:S. 38 geschah, ist kaum dokumentiert. Nach Lutz Becht wussten „weder die Stadtverwaltung noch die NSDAP und die ihr nahe stehenden Organisationen in Frankfurt am Main [..] nach dem Novemberpogrom so recht, wie mit den jüdischen Selbsthilfeeinrichtungen zu verfahren sei. Nach den Vorstellungen von SS und Gestapo sollten die jüdischen Wohlfahrtseinrichtungen ihre formale Selbständigkeit behalten, so dass sie der NS-Volkswohlfahrt (NSV) nicht unterstellt werden konnten.“ Nachdem vorübergehend zwei städtische Bedienstete zur Überwachung der Jüdischen Wohlfahrtspflege eingesetzt worden waren, darunter auch der oben schon erwähnte Verwaltungsinspektor Schwarz, setzte die Gestapo die Ernennung des SS-Mannes und alten Kämpers Ernst Holland (* 1898 in Frankfurt am Main; nach 1943 verschollen) als „Beauftragter für die Überwachung der jüdischen Wohlfahrtseinrichtungen zu Frankfurt a. M.“ durch. Hollands Bestallung erfolgte am 28. Oktober 1940, und dieser „unter den Frankfurter Juden gefürchtet[e]“ SS-Mann übte nun auch die Aufsicht über die Anlernwerkstatt aus.
Unmittelbare Auswirkungen von Hollands Tätigkeiten auf die Anlernwerkstatt sind nicht dokumentiert, und dort scheint der Betrieb zunächst wenig hoffnungsvoll, aber auch nicht direkt bedrohlich weitergegangen zu sein. Monica Kingreen zitiert Briefe des 1923 geborenen Walter Levi aus Ostheim (Nidderau), der auch nach dem Novemberpogrom Auszubildender in der Anlernwerkstatt war und im dazugehörigen Heim lebte. In einem Brief an seine in New York lebende Schwester beschrieb er seine Situation:

„Ich bin noch hier in der Anlernwerkstätte und noch genauso weit wie vor zwei Jahren [im Hinblick auf eine Auswanderung]. Hier haben wir Wenigstens etwas Abwechslung, habe jetzt hier Tanzen gelernt. Ich bin der letzte von den Bekannten und Verwandten, der noch hier ist. So Gott will, bekomme ich doch noch geholfen. Habe eben Ferien und bin zu Hause [in Ostheim]. Es ist sehr langweilig hier und man weiß gar nicht, was man machen soll. Da ist es in Frankfurt doch schöner; man hat mehr Abwechslung. Ich bin zurzeit der beste Tänzer im Heim, habe aber nur keine richtigen Mädels. Die meisten sind ausgewandert. Das ist das einzige, was wir hier noch haben: die Mädels und das Tanzen. Sonst gehen wir nirgends hin und haben auch weiter kein Vergnügen. Ich habe gehofft, Weihnachten bei Dir zu sein, aber ich habe jetzt die Hoffnung aufgegeben. Ich glaube auch nicht, dass ich noch zu Dir rüber komme. Ich könnte schon zwei Iahre bei Dir sein,
wenn Tante Mathilde mir damals die Bürgschaft geschickt hätte, aber es sollte nicht sein.“

Walter Levi blieb die Auswanderung versagt. Zusammen mit seinem Vater Moritz Levi (* 1892), der Mutter Clara (* 1893) und dem Bruder Kurt (* 1929) wurde er am „30. Mai 1942 von Hanau aus nach Kassel verschleppt und zwei Tage später von dort aus in die Region Lublin deportiert, wo sie ermordet wurden“.:S. 37
Gudrun Maierhof schreibt, dass bis zur Schließung 1941 weiterhin eine Ausbildung stattgefunden hätte. „Im Frühjahr 1941 befanden sich dort 71 Schlosser, 1 Spengler, 7 Mechaniker, 38 Schreiner, 9 Schuhmacher und 22 Gärtner in der Ausbildung. Darüber hinaus war es möglich, per Kurs das Buchdrucker-Handwerk zu erlernen, dies nahmen im Januar 1941 120 Personen wahr.“ Maierhof stützt sich auf einen Beitrag von Martin Neumann (der den Zusatznamen Israel führen musste) im Jüdischen Nachrichtenblatt vom 21. Januar 1941. Danach stand zu der Zeit die Einrichtung unter der „Leitung des Ingenieurs Herrn Israel Schwarz“. Es gab keine Grundlehre mehr, aber eine dreistufige Ausbildung, die von der Unterstufe über die Mittelstufe zur Oberstufe führte. Die 120 Auszubildenden seien zu 75 % im Alter zwischen 15 und 19 Jahren gewesen und mehrheitlich von auswärts gekommen. Nach Neumann wurde „ganz besonderer Wert [..] darauf gelegt, daß wir im jüdischen Gemeinschaftsgeist erzogen werden, damit wir später uns desto leichter allen Verhältnissen anpassen können. [..] Ausgerüstet mit den hier erworbenen Kenntnissen wollen wir uns in der Welt draußen durchsetzen und den Lebenskampf bestehen und befähigt sein, ein brauchbares Glied der jüdischen Gemeinschaft und unserer Familie eine Stütze zu werden.“ Abschließend verwies Neumann darauf, dass „die bereits ausgewanderten, von hier ausgebildeten Kameraden gute Erfolge hatten“.
Was genau die schon erwähnte Schließung der Anlernwerkstatt im Juni 1941 zu bedeuten hatte, ist nicht dokumentiert. Die wenigen Quellen legen aber nahe, dass lediglich der Ausbildungsbetrieb eingestellt wurde, die Einrichtung aber noch erhalten blieb. Karpf spricht von deren „zunehmend[er Integration] in das System der Zwangsarbeit“ Er belegt dies mit einer Passage aus einem der regelmäßigen Berichte Hollands für die Gestapo vom 22. Oktober 1941. Darin ist nicht mehr von der Anlernwerkstatt die Rede, und es heißt dort stattdessen:

„Diese ehemalige Berufsfachschule hat sich jetzt vollständig auf werteschaffende Lohnarbeit für deutsche Betriebe umgestellt. Sie unterhält aus den Erträgnissen das ihr angeschlossene Jugendheim Fischerfeldstraße 13 und hat in der Zeit seit dem 1.6.41 einen Überschuß von 14.192,44 RM erzielt.“

Doch auch dieser Zwang zur „werteschaffenden Lohnarbeit“ ließ immer noch die Möglichkeit, für Bildungsarbeit, die Martha Wertheimer hoffnungsvoll in Angriff nahm.

„lch habe meine jugendfürsorgerische Tätigkeit energisch ausgedehnt. Da wir sehr viele Jugendliche zwischen 15 und 18 in Fabrikarbeit haben, deren Fortbildung zu vernachlässigen droht, habe ich der Gemeinde und durch sie der Reichsvereinigung ein Exposé (dreiviertel Seiten!!) keinen Bandwurm) vorgelegt und Genehmigung für einen Fortbildungsunterricht im Rahmen der Schule erlangt, den ich selbst leiten werde. Der Ton liegt auf der Bildung, nicht auf Unterricht. Du weißt ja, wie ich so was anpacke. Außerdem wird man mir den Unterricht in Judentumskunde in der Anlernwerkstätte (14- bis 17jhr. Jungen) anvertrauen. Du kanrist Dir vorstellen, wie ich mich darüber und darauf freue.“

Etwa sechs Wochen nachdem Wertheimer diesen Brief geschrieben hatte, am 19. Oktober 1941, verließ der erste Deportationszug mit mehr als 1.100 Menschen Frankfurt in Richtung Lodz. Ob auch Jugendliche aus der Fischerfeldstraße unter diesen Deportierten waren, ist nicht bekannt. Doch auch sie blieben nicht verschont. Am 15. April 1942 schrieb Holland in seinem „Bericht lt. Dienstanweisung für die Zeit vom 1.1. – 31.3.1942“, dass es sich bei den in seiner Statistik erwähnten 128 jüdischen Personen, die innerhalb Deutschlands verzogen waren, überwiegend um Schulpflichtige und Jugendliche gehandelt habe, die von Frankfurt zu ihren Eltern zurückgekehrt seien. „Diese [die Eltern] haben einen sogenannten Bereitstellungsschein erhalten und werden in Kürze mit ihren Kindern nach dem Osten abtransportiert.“ Diese Vorgehensweise entspricht genau der, die der weiter oben erwähnte Walter Levi und seine Familie Ende Mai 1942 zum Opfer fielen.
Holland geht in seinem April-Bericht auch ausführlich auf die Situation in der Fischerfeldstraße ein und beklagt, dass anders als bisher, mit dem Betrieb der Werkstätten kein Überschuss mehr erzielt werden konnte, weil die „dort Beschäftigten für Lohnarbeit ausfielen durch ihren Einsatz bei der Schneebeseitigung“. Weiter berichtet er von ursprünglich 75 Jugendlichen, von denen 27 zu ihren Eltern zurückgekehrt seien. Mit den verbliebenen 48 ließen sich weder die Werkstätten noch das Wohnheim zuschussfrei betreiben, weshalb „an eine Schliessung der Werkstätten und andere Verwendung des Heimes für den 30.4.1942 gedacht“ werden müsse. Den Vollzug dieser Überlegungen vermeldet er in seinem Bericht vom 14. Juli 1942.

„Werkstätten und Heim sind inzwischen geschlossen worden, da nicht mehr soviel Arbeitskräfte oder Heiminsassen zur Verfügung standen, die eine Wirtschaftlichkeit gewährleistet hätten. Das Heim im Vorderhaus gelegen, und der II. Stock des Hinterhauses der Liegenschaft Fischerfeldstrasse 13 sind seit dem 15.6.1942 untervermietet an die Interessengemeinschaft ‚Russenlager‘ bei der Wirtschaftskammer, Frankfurt a.M.– Börse. Sie zahlt z. Zt. die Hälfte des Mietpreises ( RM.500,–– ), d. sind RM.250.–– monatlich an die Jüdische Gemeinde, Abt. Wohlfahrtspflege. Mit Ihrer [der Gestapo] Genehmigung sind die Einrichtungsgegenstände des Jugendheimes an die Interessengemeinschaft „Russenlager“ verkauft worden. Die Maschinen der Werkstätten werden, soweit sie noch brauchbar sind, auf Anweisung des R.S.H.A. in den nächsten Tagen nach Theresienstadt abtransportiert werden. Der Wirtschaftskammer werde ich, Ihre Genehmigung vorausgesetzt, das Werkzeug zum Kauf anbieten, und unbrauchbare Maschinen als Schrott verkaufen. Nach Räumung, die voraussichtlich bis Ende ds. Mts. durchgeführt sein dürfte, wird die Interessengemeinschaft „Russenlager“ in den Mietvertrag mit dem Hauseigentümer als Nachfolgerin der Jüdischen Gemeinde eintreten, um die ganze Liegenschaft zur lagermässigen Unterbringung von Ostländern einzurichten.“

Nach Eva Beling hatten bis zum Ausbruch des Zweiten Weltkriegs 180 Personen eine Berufsumschichtung erhalten und 600 Jugendliche die Grundlehre durchlaufen. Ähnliche Zahlen für die Jahre danach liegen nicht vor und auch kaum Berichte über die Schicksale der Absolventen. Immerhin konnte Beling bei ihren Recherchen in Israel 1956 62 Absolventen der Anlernwerkstatt ausfindig machen. Von diesen lebten „48 Personen in kollektiven Siedlungen als Arbeiter in den von ihnen erlernten handwerklichen Berufen. Die restlichen 14 wohnten in Städten; von ihnen arbeitet die Hälfte in den erlernten oder verwandten Berufen. Der Rest ist zu anderen Beschäftigungen übergegangen.“:S. 26

## Ausbildung als Geschlechterfrage
Es wurde oben schon angedeutet, dass über den unterschiedlichen Ausbildungsmöglichkeiten für Jungen und Mädchen eine Vorstellung davon schwebte, welche Rollen Frauen und Männer in Bezug auf Beruf und Familie zu spielen hätten. Begründungen dafür finden sich in vielen Dokumenten in der Hugo Hahn Collection. Koedukation wurde abgelehnt (sie „wäre untunlich“), weil viele Jugendliche damit noch keine Erfahrungen gemacht hätten und es deshalb ungünstig wäre, wenn sie „gerade zur beginnenden Reifezeit gemeinsam mit dem anderen Geschlecht erzogen werden“. Dies sei auch die Meinung der Anhänger der Koedukation. Deshalb, und weil der Andrang männlicher Jugendlicher größer sei als der der weiblichen Jugend, sei es angebracht, sich zunächst auf Angebote für Jungen zu konzentrieren und Angebote für Mädchen erst in einem zweiten Schritt zu realisieren. Auch die Frankfurter Anlernwerkstatt folgte dieser Auffassung und konzentrierte sich auf die Jungen. 250 von denen in der Ausbildung, davon 130 in den Heimen untergebracht, und dazu täglich 220 Mittagessen, führten aber offensichtlich zu einem erheblichen hauswirtschaftlichen Aufwand, der trotz aller angestrebter Gemeinschaftsbildung von den Jungen alleine nicht zu bewältigen war. So kam es dann, „daß in den Heimen und Küchen der Anlernwerkstatt junge Mädchen unter Anleitung fachlich qualifizierter Kräfte in Hauswirtschaft und Massenküche, ebenso wie in den notwendigen geistigen Fächern ausgebildet werden“.:Scan – Internet Archive Trotzdem schrieb Hans Epstein 1936:

„Ich kann des näheren nur über die Jungen-Grundlehre berichten, da die Mädchen-Grundlehre davon getrennt ist und einer eigenen Leitung untersteht. Im Heim der Mädchen-Grundlehre wohnen 30 Mädchen. Die anderen 20 kommen nach dem ersten Frühstück und gehen zum Abendessen nach Hause. Gelehrt werden Hauswirtschaft: Kochen, Hausarbeit, Waschen, Bügeln, Nähen, Flicken u. a. m. Schneiderei; daneben einige Stunden hauswirtschaftliche Praxis. Gärtnerei: wie bei den Jungen. Die hauswirtschaftliche Ausbildung soll jedes Mädchen befähigen, einen kleinen Haushalt selbständig zu führen, ferner die Grundlage für die Tätigkeit im Heimbetrieb und im Privathaushalt bilden. Sie wird die Voraussetzung für die spätere Ausbildung in einem sozial-pädagogischen oder pflegerischen Beruf sein und auch für die Jugend-Alijah vorbereiten. Die Schneiderklasse soll das erste Ausbildungsjahr für Schneiderinnen, Weißnäherinnen und ähnliche Berufe sein. Es werden nur Mädchen mit besonderer Begabung nach eingehender Eignungsprüfung aufgenommen. In der Gärtnerei-Gruppe werden im ersten Ausbildungsjahr die Grundlagen für die spätere gärtnerische oder landwirtschaftliche Berufsarbeit gelegt. Sie ist u. a. auch für die Mädchen gedacht, die mit den Eltern oder mit der Jugend-Alijah nach Palästina gehen oder in anderen Ländern siedeln werden.““

Dass die berufliche Fixierung der Frauen nicht nur im Denken der Männer verankert war, zeigt das Beispiel der als Frauenrechtlerin nicht unbekannten Henriette Fürth. Sie veröffentlichte 1934 den Beitrag Grundsätzliches zur Berufsbildung und Berufswahl der jüdischen Frau und knüpfte darin die Notwendigkeit zur Berufswahl oder Berufsumschichtung der Frau „an eine uralte Tradition und Gebundenheit: an die Scholle, an die Familie, an die Mütterlichkeit. In dieser Dreiheit liegt die Berufswahl des jüdischen Mädchens von heute beschlossen und in diesem Sinne muß die Berufsausbildung erfolgen.“ Vehement wendete sie sich gegen den „auch in jüdischen Kreisen weit verbreiteten Irrtum, daß die Hauswirtschaft und rein manuelle Tätigkeit gegenüber der geistigen Leistung untergeordnet und minderwertig sei. Ich bin dieser Auffassung von jeher entgegengetreten, und gerade die mir auferlegte Doppelaufgabe hat mich frühzeitig zu der Erkenntnis geführt, daß das Wertvollste und Ewigkeitssicherste, das die Frau der Welt an materiellen und erst recht an ideellen Werten zu geben hat, auf der mütterlich-erziehlichen und in Verbindung damit der hauswirtschaftlichen oder sonstwie erdhaft verwurzelten Ebene gelegen ist. Hier hat sie Einzigartiges, durch nichts und niemanden zu Ersetzendes zu geben.“ Für Fürth ist das hauswirtschaftliche Können der Frau, „natürlich einschließlich Näherei, Flickerei, Waschen, Bügeln und Kochen, die stillschweigende Voraussetzung für alle“, auch für die, die daneben oder darüber hinaus noch eine spezialisierte Ausbildung in Landwirtschaft, Gewerbe, Wissenschaft oder Kunst anstreben. Sie alle, ob Geistes- oder Handarbeiterinnen, müssen hauswirtschaftlich so geschult sein, dass sie notfalls „als Ehefrau einen Haushalt ohne fremde Hilfe ordnungsmäßig führen [..] können“.
Dass dieses tradierte Frauenbild dennoch nicht ungebrochen mehr waltete, macht ein Beitrag von Ella Werner deutlich, der sich unmittelbar an Fürths Beitrag anschloss. In einem Bericht von der 12. Delegiertenversammlung des Jüdischen Frauenbundes schrieb Werner: „Es wurde betont, wie falsch es sei, die Mädchen bei den künftigen Siedlern immer nur mit den Hausarbeiten zu beschäftigen, während in der Praxis die wirkliche Landarbeit doch zwischen männlichen und weiblichen Arbeitern geteilt wird, und die hierfür nötige Ausbildung geboten werden muß. Solche Fehler in der Ausbildung für Mädchen hängen damit zusammen, daß bei den maßgebenden Stellen zu wenig weiblicher Einfluß vorhanden ist; das Ergebnis dieser Aussprache soll daher als Forderung weitergeleitet werden.“ In dem Artikel wird zugleich von einem Akt des Widerstands gegen die jüdischen Mädchen zugedachte Ausbildung berichtet. In Berlin hätten 55 von 80 Mädchen einen Kurs verlassen, in dem sie zu Hausangestellten ausgebildet werden sollten. Der Kurs war unentgeltlich, sofern die Teilnehmerinnen bereit waren, anschließend in einem Haushalt zu arbeiten. Dass die 55 Mädchen sich diesem Ansinnen entzogen, fand auf der Tagung allerdings keine Zustimmung und wurde als Fehlverhalten kritisiert, für das deren Mütter die Schuld trügen, weil deren eigene „geringe soziale Einschätzung dieses Berufs ihn für die Töchter als unerwünscht erscheinen läßt“.
Julius Bloch, eine der treibenden Kräfte bei der Gründung der Anlernwerkstatt, beschrieb im Januar 1956 anschaulich die Anstrengungen, die unternommen werden mussten, um die Anlernwerkstätte für Jungen an den Start zu bringen. Die Mädchenausbildung nahm in seinem zweieinhalbseitigen Text allerdings nur eine marginale Rolle ein: „In gleicher Weise hatten wir die Haushaltungsschule (Königswarterstraße) erweitert, und soweit ich mich heute erinnere, war sie von etwa achtzig jungen Mädchen besucht, die dort auf allen Gebieten - in Sprachen, Haushaltungsarbeiten, Schneiderei etc. - ausgebildet wurden, um sich im Ausland zurechtfinden zu können. Auch Nachunterricht wurde gegeben und Zuschneiderei gelehrt.“ Auch Willy Mainz (* 22. Februar 1877 in Frankfurt am Main) hatte schon 1946 in seinen Erinnerungen an die Jahre 1933 bis 1938 ein Kapitel über die Berufsumschichtung verfasst. Auch bei ihm stand die handwerkliche Ausbildung der Jungen im Vordergrund, und Jugendliche waren per se männlich. Für den weiblichen Anteil verwies er lediglich auf die hauswirtschaftliche Ausbildung, für die „in erster Linie die ‚Jüdische Haushaltungsschule‘, die mit einem Internat für die Schülerinnen verbunden war“, zuständig gewesen sei.
Diese weitgehende Ausblendung der weiblichen Ausbildung setzte sich dann auch bei Ernst Karpf fort, der 2003 ebenfalls über die Anlernwerkstatt schrieb, zur Ausbildung der Mädchen aber lediglich das anmerkte, was er bei dem von ihm als Quelle benannten Willy Mainz vorgefunden hatte.